# Radca Prokuratorii Generalnej
Radca Prokuratorii Generalnej – prawnik zatrudniony w Prokuratorii Generalnej Rzeczypospolitej Polskiej wykonujący czynności procesowe.
Radców Prokuratorii Generalnej mianuje Prezes Prokuratorii Generalnej.

## Opis
Radcą Prokuratorii Generalnej może zostać osoba, która:
- ma obywatelstwo polskie,
- korzysta z pełni praw cywilnych i obywatelskich,
- ukończyła wyższe studia prawnicze w Polsce i uzyskała tytuł magistra albo ukończyła zagraniczne studia prawnicze, uznane w Polsce,
- ma uprawnienia radcy prawnego, adwokata lub notariusza albo zajmowała stanowisko sędziego sądu powszechnego, sędziego sądu wojskowego lub sędziego sądu administracyjnego albo stanowisko prokuratora (chyba że ma tytuł naukowy profesora lub stopień naukowy doktora habilitowanego nauk prawnych lub doktora nauk prawnych lub pracowała na stanowisku związanym z legislacją, nie niższym niż legislator lub specjalista do spraw legislacji, w urzędzie organu władzy państwowej przez co najmniej 5 lat lub pracowała na stanowisku referendarza przez co najmniej 3 lata lub pracowała na stanowisku asystenta sędziego przez co najmniej 5 lat),
- nie była karana za umyślne przestępstwo lub przestępstwo skarbowe albo nieumyślne przestępstwo przeciwko obrotowi gospodarczemu,
- jest nieskazitelnego charakteru i swym dotychczasowym zachowaniem daje rękojmię prawidłowego wykonywania zawodu radcy.

Radca nie może podejmować dodatkowego zatrudnienia z wyjątkiem zatrudnienia na stanowisku naukowym, naukowo-dydaktycznym lub dydaktycznym. Radca nie może również podejmować zajęcia lub sposobu zarobkowania, które pozostawałyby w sprzeczności z jego czynnościami służbowymi albo wzbudzałyby podejrzenie o stronniczość lub interesowność.
Radca nie może wykonywać mandatu posła, senatora lub radnego ani być członkiem partii politycznej.
Radca w wykonywaniu czynności procesowych jest niezależny, przy czym ta niezależność jest ograniczona, bowiem musi on wykonywać polecenia przełożonego dotyczące treści czynności. Jeżeli radca nie zgadza się z poleceniem, może żądać zmiany polecenia albo wyłączenia od udziału w sprawie.